# Kasteel Pécauld
Het Kasteel Pécauld (Frans: Château Pécauld) is een kasteel in de Franse gemeente Arbois. Het kasteel is een beschermd historisch monument sinds 1988.